# Raul S. Gonzalez
Raul S. Gonzalez (Manilla, 4 november 1934 – 15 mei 2013) was een Filipijns journalist en minister van Pers.

## Biografie
Raul S. Gonzalez werd geboren op 4 november 1934 in de Filipijnse hoofdstad Manilla. Zijn ouders waren Arturo Gonzalez en Numancia Santos. Gonzalez behaalde in 1955 cum laude een Bachelor of Arts-diploma aan San Beda College. Na zijn afstuderen werkte hij als verslaggever buitenlandse zaken voor de Manila Chronicle. Gonzalez schreef gedurende zijn carrière vele opiniestukken in diverse kranten als The Philippine Star, Evening Star, The Evening Paper en The Daily Tribune. Zijn opiniestukken werden in 2009 gebundeld en gepubliceerd in het boek My Malacañang: Essays on Presidents, People, Places and Politics. 
Op jonge leeftijd werd Gonzalez benoemd tot minister voor pers. Later was Gonzalez directeur Public Relations and University Publications voor de University of the East. In 1986, kort na de EDSA-revolutie werd hij aangesteld als vicepresident voor Public Affairs van het Government Service Insurance System. Later was hij er vicepresident voor Corporate Planning. Ook werd hij door de president Corazon Aquino en door diens zoon Benigno Aquino III benoemd tot lid van de Board of the Philippine Amusement and Gaming Corp.
Gonzalez overleed in 2013 op 78-jarige leeftijd aan de gevolgen van kanker. 